# Karl Habicht
Karl Habicht (* 15. April 1868 in Elberfeld; † 17. Mai 1937 in Berlin) war ein deutscher evangelischer Pfarrer und einer der bekanntesten deutschen Freimaurer seiner Zeit. Während der Weimarer Republik wandte er sich gegen Bestrebungen in der deutschen Freimaurerei, sich mit dem aufkommenden Nationalsozialismus zu arrangieren.

## Leben und Wirken

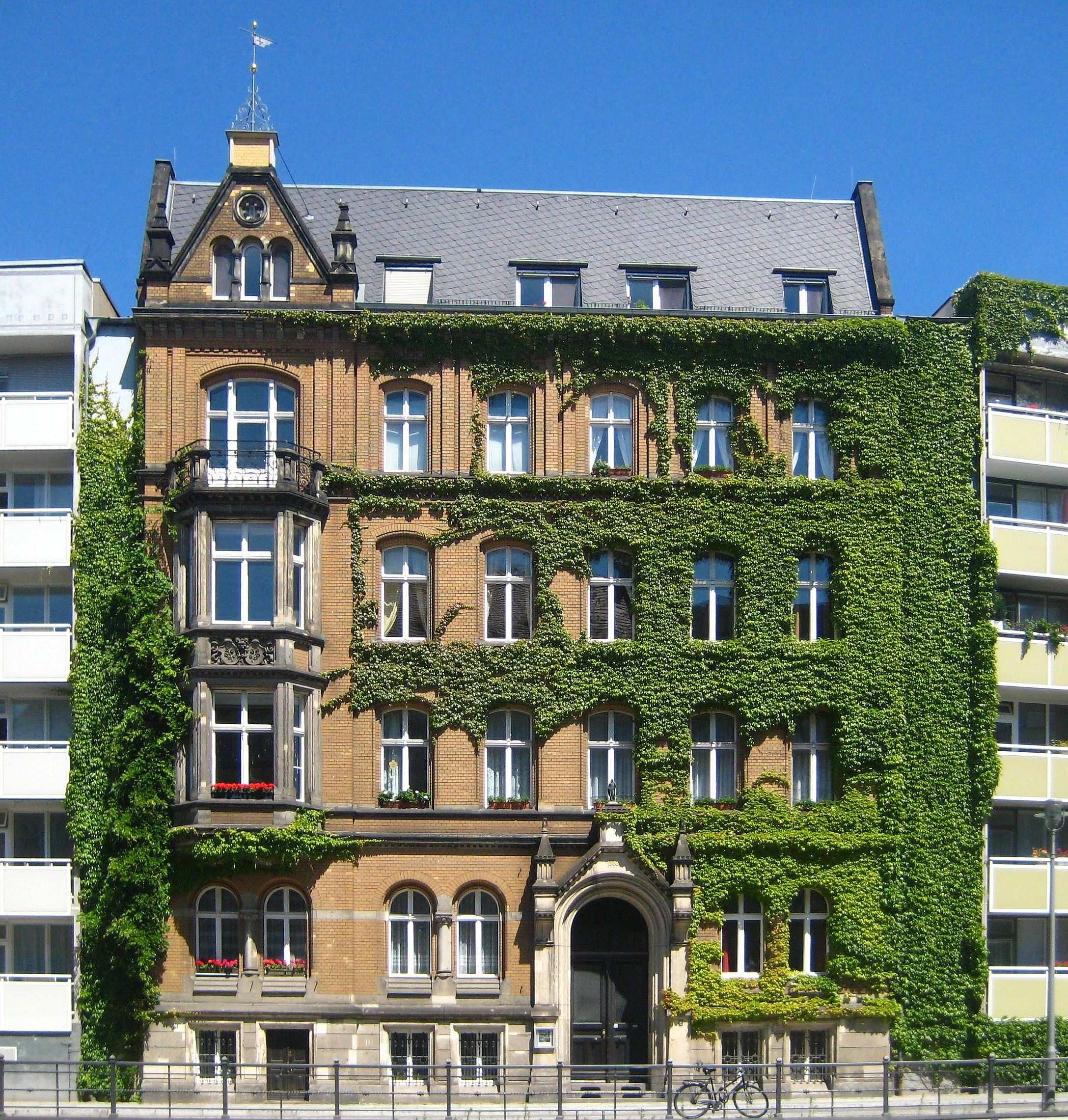
Pfarrhaus der Petrigemeinde in Berlin-Mitte

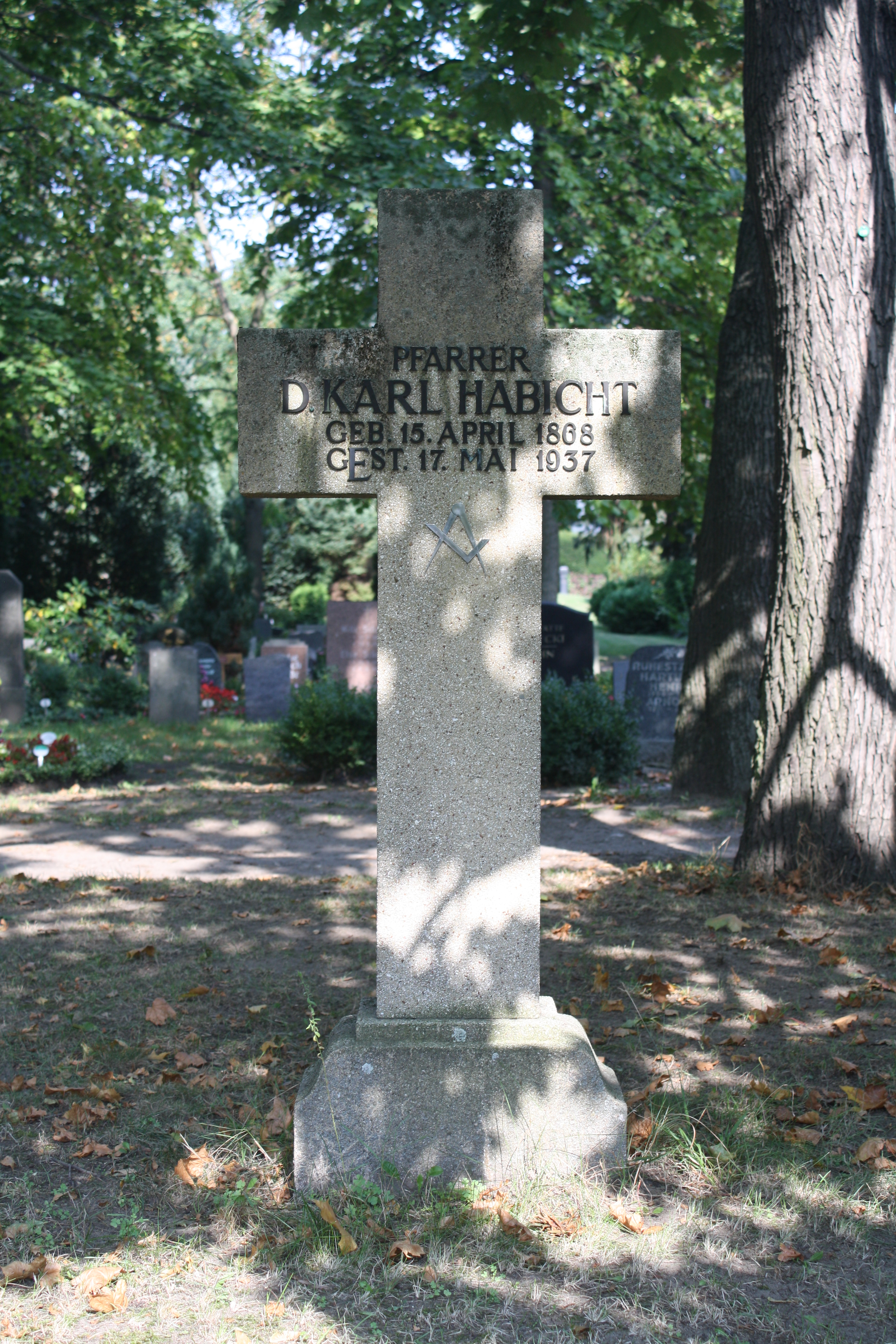
Grabmal Karl Habichts auf dem St. Petri-Luisenstadt-Kirchhof

Nach dem Schulbesuch am Joachimsthalschen Gymnasium studierte Habicht Evangelische Theologie an den Universitäten Tübingen und Berlin. Nach seinem Examen war er zunächst Archidiaconus (2. Pfarrer) in Luckau, 1897 wurde er Pfarrer an der St.-Pauls-Kirche (Berlin) in Berlin-Mitte.

### Theologe
1920 nahm Karl Habicht eine Stelle als Pfarrer an in der St. Petrigemeinde in Berlin-Mitte an. Bereits 1921 war er daneben im Allgemeinen Evangelischen Missionsverein (heute Deutsche Ostasienmission) aktiv, dessen Präsident er 1932 wurde. Im September 1933 mit Beginn des Kirchenkampfes, bei dem es zum Konflikt zwischen evangelischen Christen der Bekennenden Kirche und den nationalen Deutschen Christen kam, schloss er sich dem Pfarrernotbund um Pfarrer Martin Niemöller an. Aufgrund seines Eintretens für die Bekennende Kirche wurde Habicht durch die Deutsche Christen zur Pensionierung gedrängt und zum 1. Oktober 1934 emeritiert.

### Freimaurer
Habicht wurde 1896 in die Freimaurerloge „Zu den drei Seraphim“, einer Tochterloge der Großen National-Mutterloge „Zu den drei Weltkugeln“ (GNML „3WK“), in Berlin aufgenommen. Zuletzt war er deren stellvertretender Meister vom Stuhl. Als am 9. März 1912 wegen der stark steigenden Mitgliederzahlen gleich drei Logen neu gegründet wurden, übernahm Habicht die Leitung der Loge „Friedrich der Große“. Er stand dieser bis 1929 als deren Meister vom Stuhl vor. Von 1920 bis 1933 war er Nationalgroßmeister der GNML „3WK“.
Unter seiner Leitung trat die GNML „3WK“ 1922 mit den übrigen beiden altpreußischen Großlogen aus dem Deutschen Großlogenbund aus, weil sie mit der pazifistischen, auf Versöhnung und internationale Kooperation ausgelegte Haltung des Deutschen Großlogenbundes nicht übereinstimmten. Damit war Habicht ein Vertreter der national gesinnten deutschen Freimaurer. Auch war er Mitunterzeichner der gemeinsamen Erklärung der drei altpreußischen Großlogen vom 16. Februar 1924. Darin wurde festgestellt, dass nur Christen in einer Freimaurerloge aufgenommen werden können und die Logen keine Beziehungen zu Logen der Siegermächte des Ersten Weltkrieges unterhalten dürfen. Eine Streichung des Wortes Freimaurer aus dem Namen der Großloge lehnte er ab. Gleichwohl war er einer der wenigen deutschen Freimaurer, die sich trotz seiner Zugehörigkeit zur eher preußisch-konservativen GNML „3WK“ dem aufkommenden Nationalsozialismus entgegenstellte. Habicht erkannte jedoch bald, dass er der überwiegend christlich-nationalen, tellenweise „völkischen“  Haltung der Freimaurer der GNML „3WK“ nicht mehr entgegentreten konnte. Am 10. März 1933 trat er als Nationalgroßmeister zurück. Zur Begründung gab er an, nicht mehr das Vertrauen der Mitgliedslogen zu genießen. Dies war sein Bruch mit der Freimaurerei. Die Änderung des Namens der GNML „3WK“ in Nationaler Christlicher Orden Friedrich der Große  besorgte sein Amtsnachfolger Otto Bordes, ohne dass dies ein Verbot der Freimaurerlogen verhindern konnte.
Habicht gehörte zu den engen Vertrauten seines Logenbruders Gustav Stresemann, der nach späterer Darstellung seines Privatsekretärs Henry Bernhard von Habicht „beeindruckt“ war.
Habicht verstarb im Alter von 69 Jahren am 17. Mai 1937 in Berlin. Er liegt auf dem 1838 angelegten Friedhof der St.-Petri-Gemeinde begraben.